# Ред и закон (16. сезона)
Шеснаеста сезона серије Ред и закон је премијерно емитована на каналу НБЦ од 21. септембра 2005. године до 17. маја 2006. године и броји 22 епизоде.

## Опис
Џеси Л. Мартин вратио се у улогу детектива Еда Греена на почетку сезоне пошто је крајем прошле сезоне напустио серију да би глумио у филму Рент. До половине сезоне, будућност серије Ред и закон на НБЦ-у висила је у ваздуху јер није било познато да ли ће бити обновљена или отказана након ове сезоне. Пре краја сезоне, Ени Перис - која је глумила ПОТ Борџију - напустила је серију јер је хтела да раскине уговор. Упућени у дешавања око серије рекао је за Fox News: "Увидела је какво је стање, никада се нису лепо понашали према њој. Увек су се жалили на њену косу. Такође су мислили да изгледа премлада поред Сема Вотерсона." ПОТ Алекс Борџија Перисове свирепо је убијена на крају сезоне у епизоди "Провалници".
Објављено је да Денис Ферина (детектив Џо Фонтана) жели да напусти серију неколико недеља након емитовања последње епизоде сезоне. У то време Ферина је желео да настави са другим радовима и пројектима које развија његова продукција. Дик Волф је у саопштењу рекао да поштује Фeринину одлуку и да се радује поновној сарадњи са њим.
Било је "много" промена и у екипи снимања. "Више нема изворних сценариста и продуцената", рекао је извор за Fox News. "Све су их заменили људи из ЛА који не схватају серију." Људи су такође имали проблема са Денисом Ферином који је дошао да замени Џерија Орбака у претходној сезони. Валон Грин је ове сезоне био извршни продуцент са Николасом Вутоном уз Метјуа Пена и Петра Јанковског. Грин је на крају сезоне напустио место извршног продуцента, а Вутон га је преузео у 17. сезони.

## Улоге

### Главне
- Денис Ферина као Џо Фонтана
- Џеси Л. Мартин као Ед Грин
- Ш. Епата Меркерсон као Анита ван Бјурен
- Сем Вотерстон као ИПОТ Џек Мекој
- Ени Перис као ПОТ Александра Борџија
- Фред Далтон Томпсон као ОТ Артур Бренч

### Епизодне
- Ричард Брукс као ПОТ Пол Робинет (Епизода 6)
- Керолин Мекормик као др Елизабет Оливет (Епизоде 8, 14-15)
- Мајкл Империоли као Ник Фалко (Епизода 21)

## Епизоде
| Бр. у серији | Бр. у сезони | Назив                 | Редитељ           | Сценариста                           | Пpемијерно емитовање | Пpод. код | Гледаност у САД-у (милиони) |
| --- | ------------ | --------------------- | ----------------- | ------------------------------------ | -------------------- | --------- | --------------------------- |
| 350 | 1            | "Црвена лопта"        | Метју Пен         | Дејвид Вилкокс                       | 21. септембар 2005.  | 16001     | 13.03                       |
| Када је петогодишња девојчица отета од мајке усред бела дана током наизглед крађе кола, детективи Фонтана и Грин прелазе на улице и тада откривају злокобнију побуду када су пронашли кола недирнута, али нема ни трага девојчици. Истражитељи ускоро откривају бившег осуђеника са крвавом хаљином детета који одбија да разговара док се не зајемчи ослобађање. Како време и рокови истичу, а изгледи за сигуран повратак девојчице изгледају мало вероватни, ИПОТ Мекој и ПОТ Борџија разматрају договор са озбиљним правним и политичким последицама. |              |                       |                   |                                      |                      |           |                             |
| 351 | 2            | "Мана"                | Џин де Сегонзек   | Крис Левинсон                        | 28. септембар 2005.  | 16002     | 15.06                       |
| Када је пронађено тело Патрика Саливана са једном од посетница Оливије Бенсон у џепу, Грин и Фонтана зову Одељење за специјалне жртве да им помогне у случају. Иако у почетку није било јасно, детективи ускоро откривају да је Патрик Саливан повезан са Лорејн Дилон и Ејприл Труст, женама са каријерама у злочину које Бенсонова раније није могла да похапси. Лорејн признаје злочин и тврди да је то учинила да би заштитила своју ћерку, али када је Ејприл дала исказ на суђењу, тада је испричала другачију причу, а Мекој и Бенсонова се не слажу око тога која од њих две говори истину. |              |                       |                   |                                      |                      |           |                             |
| 352 | 3            | "Духови"              | Константин Макрис | Рик Ид                               | 5. октобар 2005.     | 16003     | 12.59                       |
| Злочинац даје изненађујуће признање на самртној постељи које приморава детектива Фонтану да поново отвори свој нерешени случај од пре десет година који се односи на убиство 12-годишње девојчице. Уместо жртвиног оца, за кога је Фонтана био сигуран да је починио злочин, нови првоосумњичени је бивши наркоман чије је признање у затвору као најодрживијег сведока тужилаштва избачено на основу тога што је то учињено у духовном контексту. Упркос све мањим могућностима, извршни помоћник ОТ-а Мекој наставља да извршава осуђујућу пресуду за два убиства упркос оштром упозорењу свог опрезног шефа окружног тужиоца Бренча који упозорава да би могао да изгуби случај.                                                                                           |              |                       |                   |                                      |                      |           |                             |
| 353 | 4            | "Доба невиности"      | Дејвид Плат       | Дејви Холмс                          | 12. октобар 2005.    | 16005     | 10.92                       |
| Ауто-бомба убија супруга жене у коми недуго пре него што је жртва планирала да скине жену са апарата за храњење, а када су детективи Фонтана и Грин ушли у политички случај, они проналазе произвођача бомбе који их упућује на осумњичене међу којима је и свештеник љуте породице те жене. Како штампа стиже, ИПОТ Мекој и ПОТ Борџија улазе у жустру игру у којој сваки осумњичени изгледа има међусобно необориво покриће. |              |                       |                   |                                      |                      |           |                             |
| 354 | 5            | "Животна црта"        | Розмери Родигез   | Грег Плеџмен                         | 19. октобар 2005.    | 16006     | 12.33                       |
| Када је пронађено тело извештачице на тајном задатку Терезе Рихтер, полиција убрзо схвата да је њена смрт повезана са причом на којој је радила о једној латинској багри Л-12. Истрага их доводи до Кевина Дракера, предузетника који је пријавио крађу кола, али који је у ствари плаћао чланове Л-12 да не повреде његовог сина Патерсона који је био затворен у истом затворском блоку са многим члановима багре. Мекој и Борџија схватају да је једини начин на који могу да дођу до Л-12 који је наредио убиство Рихтерове да натерају Дракера да сведочи. Дракер то неће осим ако му се не зајемчи безбедност за сина. |              |                       |                   |                                      |                      |           |                             |
| 355 | 6            | "Право првородства"   | Константин Макрис | Дејвид Слек                          | 2. новембар 2005.    | 16007     | 12.57                       |
| Осумњичена тинејџерка Трејси Сендс умире у полицијском притвору након што је ухапшена због убиства мушкарца који ју је пријавио службама за заштиту деце. Роџерсова открива да је умрла јер јој је неко опремио добротворну спиралу која је кобно реаговала на стање српастих ћелија. Фонтана и Грин прате траг до добротворне клинике и болничарке Глорије Роудс која вјерује да спашава свет стерилизацијом жена за које сматра да нису подобне да гаје децу. Мекој се суочава са бившим помоћником окружног тужиоца Полом Робинетом на суду који брани Роудсову. |              |                       |                   |                                      |                      |           |                             |
| 356 | 7            | "Кула од карата"      | Мајкл Пресмен     | Венди Бетлс                          | 9. новембар 2005.    | 16008     | 10.86                       |
| Фонтана и Грин истражују када је у једном стану пронађено тело младе мајке која је недавно окренула нови лист у свом животу, а њен тек рођени син Николас нестао. Детективи ускоро проналазе Арлин Тарингтон и утврђују да је беба за коју тврди да је њено дете заиста беба Николас, али када су њени заступници изнели тврдњу о постпорођајној психози и појави се други мушкарац који тврди да је отац детета, Мекој и Борџија су присиљени да одлуче кога би од њих двоје требало послати на робију за злочин. |              |                       |                   |                                      |                      |           |                             |
| 357 | 8            | "Минут Њујорка"       | Дон Скардино      | Николас Вутон                        | 16. новембар 2005.   | 16009     | 11.44                       |
| Када је власник великог камионџијског друштва убијен из ватреног оружја, детективи Фонтана и Грин откривају да је жртва кријумчарила противзаконите избеглице па сумњају на члана грађанске пограничне патроле, али њихов једини сведок је хиспанска жена без исправа која ризикује изручење ако сведочи. У међувремену, тужилац Мекој је љут јер је сведокиња физички застрашена док на суду покушава да окрене једног члана организације против другог. |              |                       |                   |                                      |                      |           |                             |
| 358 | 9            | "Злочиначки закон"    | Ед Шерин          | Дејвид Вилкокс                       | 23. новембар 2005.   | 16010     | 11.93                       |
| Смрт три имењакиње доводи Фонтану и Грина до Лиланда Барнса, човека осуђеног пре 9 година јер је убио своју жену у пословници пуној људи. Пошто је двоје од троје сведока против њега мртво, а Џек Мекој на списку на ком су и они били, детективи се боре да утврде како је Барнс који је све време био у затвору натерао некога споља да побије једине људе који би могли да га задрже у затвору. Истрага их води до Лиландова два сина са изненађујућим исходима. |              |                       |                   |                                      |                      |           |                             |
| 359 | 10           | "Киселина"            | Мајкл Пресмен     | Ричард Сверен                        | 30. новембар 2005.   | 16011     | 12.87                       |
| Када је ћерка једна другарица са факултета ван Бјуренове пронађена мртва у својој соби јер се убила, ван Бјуренова се придружује Грину и Фонтани у потрази за мушкарцем који јој је опекао лице киселином неколико месеци раније што је на крају довело до њеног самоубиства. Ван Бјуренова није успела да добије велику помоћ од своје другарице која се боји да ће човек који јој је уништио живот старијој ћерки уништити и живот и њеној млађој ћерки. Случај Мекоја и Борџије запео је када је Ван Бјуренова сведочила и замало починила кривоклетство како би Џејсон Корли остао иза решетака. |              |                       |                   |                                      |                      |           |                             |
| 360 | 11           | "Прича из Библије"    | Рик Валас         | Ричард Сверен                        | 7. децембар 2005.    | 16004     | 12.13                       |
| Џефри Килгор пронађен је убијен након што је уништио породицу Спајсера Чумака која је из Пољске дошла у Америку неколико година раније. Грин и Фонтана прате траг који води до Брајана Спајшера који признаје убиство, али његов брат од стрица Ерик на којег Мекој пази јер им је Беријева супруга рекла да би Ерик доби осве кад би Бери отишао у затвор. Мекој и Борџија настављају суђење, али се њихов главни сведок окреће против њих. |              |                       |                   |                                      |                      |           |                             |
| 361 | 12           | "Породични пријатељ"  | Џин де Сегонзек   | Филип Браунинг                       | 11. јануар 2006.     | 16012     | 12.83                       |
| Када су Филип и Валери Месик нападнути у свом дому, Грин и Фонтана прате траг до младог разбојника по имену Џеј Флекнер. Када је Валери сведочењем ненамерно помогла ослобађање Флекнера, он је пронађен мртав, а детективи убрзо схватају да је Боб Серуло, Валерин и породични пријатељ њеног покојног мужа, убица. Нажалост, када је Мекој подигао оптужницу против Серула, полицајца у пензији, он прети тврдњом да је намерно подметао доказе у својим бившим случајевима у покушају да натера Мекоја да одбаци све оптужбе. |              |                       |                   |                                      |                      |           |                             |
| 362 | 13           | "Срце таме"           | Ричард Добс       | Картер Харис                         | 18. јануар 2006.     | 16013     | 12.38                       |
| Самоубиство новинара постаје сумњиво када су Грин и Фонтана на лицу места пронашли доказе који указују на то да се ипак није радило о самоубиству. Њихове сумње окрећу се ка девојци извештача када су сазнали да се и даље виђа са бившим дечком, али их је истрага убрзо одвела у другом правцу. |              |                       |                   |                                      |                      |           |                             |
| 363 | 14           | "Магнет"              | Адам Бернштајн    | Дејвид Блек                          | 8. фебруар 2006.     | 16014     | 14.53                       |
| Детективи Фонтана и Грин истражују дављење обећавајућег хиспанско ученика у личној "магнет" школи. Убрзо су сазнали да је жртва продавала одговоре са контролних и писала писмене задатке за повлашћене ученике међу којима је и њихов главни осумњичени Грег Лумис, момак склон проблемима који би убио само да би дипломира. Након Лумисовог хапшења, Џек Мекој одбија сваки договор са његовојом моћном заступницом Ребеком Шејн, али мора да надвлада њену снажну одбрану да је њена странка била жртва нуспојава лекова. |              |                       |                   |                                      |                      |           |                             |
| 364 | 15           | "Избор зла"           | Мајкл Пресмен     | Дејвид Вилкокс                       | 1. март 2006.        | 16016     | 12.39                       |
| Када је тело пубертетлије пронађено у складишту, детективи користе ДНК да га повежу са осуђеним силоватељем и низним убицом, затим са дечаковом мајком Алисон Ешбурн, бившом женом једног робијаша. Покушавајући да реше Денијево убиство, Фонтана и Грин откривају да је он недавно направио дете својој девојци Тини, а мајка га је недавно видела када му је дала новац упркос томе што је тврдила да га није видела месецима. Алисон коначно признаје да је убила свог сина када је полиција ухапсила њеног новог супруга Џона, али тврди да је то учинила како би спасила свет од свог сина за којег је била уверена да ће постати чудовиште баш као и његов рођени отац. Борџија и Мекој се суочавају са тешком битком покушавајући да осуде савршену мајку ногометаша. |              |                       |                   |                                      |                      |           |                             |
| 365 | 16           | "Вредност новца"      | Мајкл Воткинс     | Синопсис: Том Сматс Сценарио: Рик Ид | 8. март 2006.        | 16015     | 11.79                       |
| Када је млади афроамерички банкарски сарадник пронађен убијен, детективи Фонтана и Грин откривају да је на свом текућем рачуну имао стотине хиљада долара. Детективи сумњају да је жртва била у вези са својом моћном шефицом Софијом која га је убила из страха и беса. Иако полиција и ИПОТ Џек Мекој граде случај, све се заснива на томе да се за главног сведока користи или отуђени супруг шефице или њихова потресена ћерка у пубертету Кејти. |              |                       |                   |                                      |                      |           |                             |
| 366 | 17           | "Америка Д.О.О."      | Џин де Сегонзек   | Ричард Сверен                        | 22. март 2006.       | 16017     | 9.00                        |
| Када је Џефри Поуп, лични војни предузимач, пронађен мртав, сумња на крају доводи Грина и Фонтану до Робиеја Хауела, млађег брата човека који је умро због Поупове неспособности, и Кевина Боутмена, бившег сарадника Ника Хауела који је сведочио трагичном догађају у Ираку. Данијел Мелник брани Робија и Кевина, а у судници Кевин запрепашћује све говорећи да зна где Поуп и његови људи држе ирачког ратног заробљеника, траженог терористу. Мекој и Бренч размишљају о томе хоће ли пустити Кевина Боутмена или не како би дошли до затвореника. |              |                       |                   |                                      |                      |           |                             |
| 367 | 18           | "Мисли спроводе дело" | Тони Голдвин      | Мајкл С. Чернучин                    | 29. март 2006.       | 16019     | 9.35                        |
| Фонтана и Грин истражују када је управник банке умешан у пљачку своје банке и откривају да је његова ћерка отета и да је морао да почини пљачку или да ризикује да изгуби ћерку. Један човек је убијен у пљачки, али два детектива проналазе његовог саучесника и док био је сам са Милелом Лоуелом, Фонтана користи силу да добије одговоре који су му потребни што је навело Лоуеловог заступника да тврди да су све подаци до којих је Фонтана дошла противзаконито стечени. Мекој ради на борби против тврдње полицијске насилности, а истовремено покушава да пронађе начин да заобиђе Фонтанине поступке. |              |                       |                   |                                      |                      |           |                             |
| 368 | 19           | "Позитивни"           | Ричард Добс       | Сони Постиљоне                       | 5. април 2006.       | 16020     | 10.84                       |
| Када се један пубертетлија убио пошто је убио лекара и ранио недужну особу, Фонтана и Грин истражују зашто је тражио лекара и откривају да је млађа сестра Џеремија Милера недавно умрла од сиде. Током истраге, детективи долазе до др. Ендруа Коплана, лекара задуженог за бригу о Емили Милер којој је давао огледни лек против сиде који још није одобрен за употребу на људима, наводно како би пронашао лек за своју сиду. |              |                       |                   |                                      |                      |           |                             |
| 369 | 20           | "Утицајна особа"      | Дон Скардино      | Дејвид Слек                          | 3. мај 2006.         | 16018     | 10.66                       |
| Када је полицајка на тајном задатку Дејна Бејкер убијена, Фонтана и Грин откривају да је мушкарац који ју је убио открио њено име када је у новинама угледао њену слику на којој се види да је полицајка на тајном задатку, а не растурачица хероина како се представљало. Истрага доводи детективе до Ерика Ланда, једног од запослених у кабинету конгерсмена Прескота, али изгледа да Ланд покриће као стена јер је е-порука коју је послао изашла на видело. |              |                       |                   |                                      |                      |           |                             |
| 370 | 21           | "Нишан"               | Џин де Сегонзек   | Крис Левинсон                        | 10. мај 2006.        | 16021     | 12.68                       |
| Детективи Фонтана и Грин су скептични када је детектив Фалко пронашао младу жену коју је ноћ пре тога одвео кући у свом купатилу насмрт исечену. У жељи да докаже невиност, Фалко предузима поступке који би могли да указују на прикривање, а не на неовлашћену потрагу за правим кривцем. Срећом, детективи Фонтана и Грин верују да је њихов сарадник дрогиран од стране жртве у плану да га опљачка, али ју је уместо тога убила насилна супарница. Доказивање тога на суду тешко је Џеку Мекоју који мора да среди породицу противника и бивших осуђеника од којих су неки повезани са Фалком, а све је исходило коначним преокретом судбине. |              |                       |                   |                                      |                      |           |                             |
| 371 | 22           | "Провалници"          | Метју Пен         | Ричард Сверен и Дејвид Вилкокс       | 17. мај 2006.        | 16022     | 13.59                       |
| Најновије жртве два нападача су чланови породице човека који је својевремено продавао лажне значке УСД-а убицама, а затим почео тајно да сарађује са полицијом. Случај постаје мучан када један члан органа реда доведен у опасност. У правном гамбиту, извршни ПОТ Џек Мекој мора да ризикује своју каријеру, али и каријеру других кршећи правила и користећи подмићеног агента УСД-а Алмонтеа да намами мучитеље и психопате. У међувремену, полиција и тужилаштво морају да се позабаве губитком једног од својих усред овог високог случаја. |              |                       |                   |                                      |                      |           |                             |

## Напомена
1. ↑  Епизода "Мана" је други део унакрсне епизоде са Одељењем за специјалне жртве.